# Indicatore chiave di prestazione
In economia aziendale un indicatore chiave di prestazione (ICP), detto anche indicatore essenziale di prestazione (IEP) (in inglese key performance indicator o KPI) è un indice dell'andamento di un processo aziendale.

## Principali indicatori
La definizione di indicatori di prestazione è chiave per la misurazione ed il monitoraggio delle prestazioni di un'organizzazione. I principali indicatori sono di quattro tipi:
- indicatori generali: misurano il volume del lavoro del processo;
- indicatori di qualità: valutano la qualità dell'output di processo, in base a determinati standard (ad esempio, rapporto con un modello di output, o soddisfazione del cliente);
- indicatori di costo;
- indicatori di servizio, o di tempo: misurano il tempo di risposta, a partire dall'avvio del processo fino alla sua conclusione.

Solitamente i KPI vengono determinati da un analista, che esegue un'analisi dei processi, a partire quindi dall'esigenza dei vertici (analisi top-down) oppure dai fattori elementari del processo (analisi bottom-up).
Un sistema di misurazione delle prestazioni (in inglese Performance Measurement System, spesso citato come PMS) è un insieme di strumenti di misura delle prestazioni che possono essere adottati da un'organizzazione per perseguire i propri obiettivi e misurare l'andamento delle prestazioni di un sistema aziendale o di una sua componente, come un individuo, un gruppo di persone, o una rete di una o più processi aziendali.

## Limiti della metodologia
Non tutti i processi si prestano ad essere analizzati con i KPI e in generale si valuta questa opportunità con una scala di robustezza, che prende in considerazione, tra gli altri, la facilità di comprensione, il costo dell'informazione, la significatività, la strutturazione e la frequenza di cambiamento del dato. Un altro modello di verifica della robustezza è dato dalla strutturazione di una particolare tabella, che mette in relazione i KPI con i fattori critici di successo (o CSF, dall'inglese critical success factor), aree di particolare rilevanza nel business.
In campo energetico la norma UNI CEI EN ISO 50001 richiede la definizione e il calcolo di adeguati indicatori energetici, allo scopo di monitorare la performance energetica dell'organizzazione.

### Potenziali problemi
Gli indicatori possono anche portare l'azienda a sistemi di incentivazione perversi e a conseguenze inattese a causa della tendenza dei dipendenti a lavorare per il raggiungimento dei soli risultati misurati dagli indicatori trascurando l'effettiva qualità e il valore del loro lavoro.
Talvolta la raccolta di dati statistici può diventare un comodo sostituto di una migliore comprensione del problema sottostante, e così l'uso di indicatori dal valore dubbio può portare ad uno scostamento tra l'effettivo progresso nelle finalità dell'organizzazione e i dati risultati dalle misure adottate.
Per esempio ciò avvenne durante la guerra in Vietnam dove le misure indicavano progressi e nel contempo il risultato strategico della campagna era ben lontano dal raggiungimento.
Un altro esempio viene dal settore del software quando si cerca di misurare la produttività dei programmatori sulla base delle righe di codice scritte, ma il risultato conseguito è invece la produzione di codice più lungo e meno efficiente.

## Esempi
Gli indicatori chiave di prestazione sono misure non finanziarie della performance aziendale, non hanno un valore monetario ma contribuiscono a generare il profitto dell'azienda.
Non esiste un'unica tipologia di indicatore, vanno studiati su misura caso per caso. Si possono dare degli esempi suddivisi per funzione aziendale e settore economico.

### Contabilità
- Percentuale di fatture scadute
- Percentuale di ordini evasi in anticipo
- Percentuale di ordini inseriti dopo la consegna
- Tasso di errore del report
- Tempo medio del flusso di lavoro
- Numero di pagamenti duplicati

### Commerciale e marketing
- Acquisizione di nuovi clienti
- Costo di acquisizione del cliente
- Dimensione media del contratto
- Analisi demografica dei potenziali clienti
- Status dei clienti esistenti
- Perdita di clienti
- Fatturato generato da segmenti della popolazione dei clienti
- Profittabilità dei clienti per segmento demografico

Molti di questi indicatori sono gestiti con appositi software di customer relationship management. 

### Settore manifatturiero
Nel settore manifatturiero si usa un insieme di indicatori denominati Overall Equipment Effectiveness che rappresentano una misura non finanziaria dell'efficienza. I principali sono i seguenti:
- OEE = availability x performance x quality
- Availability = run time / total time
- Down time
- Performance = total count / target counter
- Quality = good count / total count
- Cycle time ratio (CTR) = standard cycle time / real cycle time
- Capacity utilization
- Rejection rate

### Servizi professionali
La maggior parte delle aziende di servizi professionali usano tre indicatori chiave:
- Tasso di utilizzo
- Profittabilità del progetto
- Tasso di successo del progetto

### Sistemi informatici
- Availability / uptime
- Mean time between failure
- Mean time to repair
- Unplanned availability
- Unplanned downtime
- Average time to repair